# Vrbje
Vrbje est un village et une municipalité située en Slavonie, dans le comitat de Brod-Posavina, en Croatie. Au recensement de 2001, la municipalité comptait 2 906 habitants, dont 98,59 % de Croates, et le village seul comptait 640 habitants.

## Localités
La municipalité de Vrbje compte 7 localités :
- Bodovaljci
- Dolina
- Mačkovac
- Savski Bok
- Sičice
- Visoka Greda
- Vrbje